# Гаты
Га́ты (авест. 𐬔𐬁𐬚𐬁 gāθå — «песнопения») — наиболее значимая и почитаемая часть Авесты, представляющая собой 17 поэтических гимнов пророка Заратуштры, обращённых к единому Богу-Творцу Ахура Мазде Гимны включены в виде отдельных глав в состав авестийской книги Ясна и рецитируются мобедами при совершении одноимённой литургии.

## Структура и расположение
Каждый гимн Гат занимает отдельную главу Ясны (авест. hāiti-, пехл. hā): Y 28-34, 43-51, 53. В структуре Ясны текст Гат предваряется тремя молитвенными формулами: Ахуна Ваирья, Ашем Воху и Йенгхе-хатам (Y 27), а также вступительным посвящением Амешаспандам (Y 28.0). В конце Гаты завершаются молитвенной формулой Аирьяман (Y 54). В середину собрания гимнов вставлена Ясна Хаптангхаити — «Почитание семи глав» (Y 35-41), сходное с Гатами архаичностью языка, однако отличающаяся отсутствием пророческих мотивов.
Практически зороастрийская традиция говорит не о семнадцати, а о Пяти Гатах, под которыми подразумеваются пять последовательных групп, в которых гимны объединены на основании отдельного стихотворного размера и отчасти содержания. Первая из пяти Гат названа по предваряющей молитве Ахуна Ваирья, имеющей тот же размер и стиль. Последующие четыре — по первым словам соответствующей группы гимнов.
1. Ахунаваити Гата (авест. ahunawaiti gāθā «Гата Ахуна Ваирьи») — 7 гимнов (Y 28-34), 100 строф по три стиха с размером 7+8/9 слогов.
2. Уштаваити Гата (авест. uštawaiti gāθā «Гата блаженства») — 4 гимна (Y 43-46), 66 строф по 5 стихов с размером 4+7 слогов[10].
3. Спента Маинью Гата (авест. spənta mainyu gāθā «Гата Святого Духа») — 4 гимна (Y 47-50), 41 строфа по 4 стиха с размером 4+7 слогов.
4. Вохухшатра Гата (авест. wohu xšaθra gāθā «Гата благой власти») — 1 гимн (Y 51), 22 строфы по 3 стиха с размером 7+7 слогов.
5. Вахиштоишти Гата (авест. wahištōišti gāθā «Гата наилучшего стремления») — 1 гимн (Y 53), 9 строф по 4 стиха размером a, b — 7+5 и c, d — 7+7+5 слогов.

Согласно пехлевийской книге Шаяст-на-шаяст (13.50-52), Гаты без предваряющих формул, но включая Ясну Хаптангхаити, содержат 278 строф (wacast), 1016 стихов (gāh) и 5567 слов (wāzag), что в целом соответствует действительности. Маловероятно, что пехлевийские мобеды занимались такой работой, как пересчёт строф, строк и слов, и возможно, что они переписали эти числа с одного из ныне утраченных дополнений к Авесте, подобно тому как в дополнении к индийским Ведам содержатся сходные цифры.